# 美洲肺鱼目
美洲肺鱼目（學名：Lepidosireniformes）是肺魚的一支，又称双鳔肺鱼目，生存于南美洲及非洲淡水水域。下含2个单型科：美洲肺鱼科（1屬1种）及非洲肺鱼科（1属4种），主要以浮游生物和小虾为食。
相比各类已灭绝的肺鱼，美洲肺鱼目和现存的角齿鱼目（澳洲肺鱼）最为亲近，不同之处在于，美洲肺鱼目体呈鳗鱼般的长条状，胸鳍和腹鳍退化为细带，鳞片细小，有两个对称的鳔（澳洲肺鱼只有一个）。此外澳洲肺鱼有功能正常的鳃，而美洲肺鱼目仅幼年个体有鳃。
美国学者里卡多·贝坦库尔-R等人在2017年修订的硬骨魚系统发育分类中，将美洲肺鱼目调整为美洲肺鱼亚目（Lepidosirenoidei），归于角齿鱼目之下。